# Памятник Сталину (Прага)
Памятник Сталину в Праге («Народ Чехословакии — своему освободителю») — крупнейшая скульптурная группа в Европе. Была посвящена государственному деятелю СССР Иосифу Сталину и располагалась в 1955—1962 годах на Летенской смотровой площадке в районе Голешовице Праги. Торжественное открытие памятника произошло 1 мая 1955 года. Это был самый большой за пределами СССР памятник Сталину (вес монумента 14 000 тонн, длина 22, ширина 12 и высота — 15 метров, состоит из 32 тысяч каменных фрагментов).
Пятнадцатиметровый гранитный памятник был поставлен в честь 10-й годовщины освобождения Праги Советской Армией.
Деньги на постройку собирали с трудящихся всей Чехословакии. Автор проекта — скульптор Отакар Швец, архитектурное решение Иржи Штруса. За фигурой Сталина были изображены представители народа: рабочие, крестьяне, военные.

## История памятника
В середине 1950-х годов было принято решение собрать по всей Чехословакии каменные монолиты большого размера и доставить их в Прагу. Из огромных валунов вытёсывались детали памятника. В распоряжение инженеров, доставлявших каменные глыбы в Прагу, были переданы все самые мощные паровозы и железнодорожные платформы. Такой груз имел статус чрезвычайной важности, доставка каменных глыб была выполнена в срок.
Памятник Сталину просуществовал семь лет. Заложенный в 1952 году монумент был возведён три года спустя, уже после смерти Сталина. После XX съезда КПСС, на котором Первый секретарь ЦК КПСС Н. С. Хрущёв выступил с резкой критикой И. В. Сталина и культа его личности, было решено демонтировать памятник. Были опасения, что после взрыва скульптуры камни снесут Чехув мост. В 1962 году скульптурная композиция была взорвана. После первого взрыва осыпались лишь гранитные блоки облицовки, обнажившие железобетонную конструкцию. Для того чтобы окончательно разрушить монумент, потребовался второй и третий взрывы. Последний был проведён накануне празднования 45-й годовщины Октябрьской революции, 7 ноября 1962 года. Операция по ликвидации скульптуры обошлась в 4,5 миллиона крон, тогда как строительство стоило 140 миллионов (по некоторым данным 260 млн крон).
Входы в подземные помещения, сооружённые под основанием памятника, остались, и почти два десятилетия служили в качестве склада картофеля. После бархатной революции 1989 года в подземных помещениях открылся рок-клуб. В октябре 1990 года отсюда вещала одна из первых частных радиостанций Праги «Радио Сталин» (ныне «Радио 1»). Позже компания «Пекс» планировала создать в помещениях музей истории Праги. Чехи называли памятник «очередь за мясом».

## Метроном
В 1991 году на время проведения Всеобщей Чехословацкой выставки на месте памятника на старый пьедестал было решено поставить гигантский метроном. По замыслу автора, архитектора Вратислава Карела Новака, движение метронома высотой в 24 метра над Прагой должно было подчеркнуть неумолимость бега времени. Длина штанги составила 20 метров. Согласно первоначальному плану по окончании выставки метроном должен был быть демонтирован, но затем городские власти решили оставить достопримечательность.
Место является излюбленным местом отдыха пражских скейтбордистов.

## Перспективы
В 2000 г. австралийская компания «Oceanis Australia» выиграла конкурс, согласно которому она планировала построить на месте памятника океанариум — первый в Центральной Европе. Проект океанариума был одобрен пражским магистратом. Строительство предполагалось завершить к октябрю 2004 года. Под океанариум предполагалось задействовать гранитную площадку памятника. Проект не был реализован.
Клуб «За старую Прагу» выступил с инициативой внести в список исторических памятников, охраняемых государством, цоколь бывшего памятника как образец стиля соцреализма. Для подъёма на цоколь с набережной надо преодолеть 271 ступеньку.
- «The tears of Stalin» (дословно: «Слёзы Сталина»)